# Spettroscopia di emissione
Le spettroscopie di emissione o spettroscopie di emissione ottica, indicate certe volte con la sigla OES (dall'inglese optical emission spectroscopy), sono un insieme di tecniche spettroscopiche. 
Questo tipo di tecniche si basano sull'emissione di radiazione elettromagnetica a lunghezze d'onda specifiche per i diversi composti o elementi, producendo uno spettro espresso solitamente in numeri d'onda e intensità della radiazione emessa.
Tecniche comuni di questo tipo sono la spettroscopia di emissione atomica, la spettroscopia di fluorescenza (spettrofotometria XRF, spettroscopia EDX) e la spettroscopia di fosforescenza.